# 特种邮票
特种邮票在许多国家都是指有特殊用途的邮票。在中国，特种邮票是指为了宣传特定的事物而发行的邮票。比如：科技、文化、名胜和古蹟等等。同纪念邮票一样，中华人民共和国发行的特种邮票在邮票上都有很好的标记，印有“特”，1974年以后的印有“T”。而1992年之后并不再按照字母"T"进行编排。
- 中華人民共和國第一枚特种邮票是1951年10月1日发行的以“国徽”为题材的特种邮票。
- 1966年以前，中華人民共和國共发行了75套特种邮票，无齿票三套。
- 1980年发行的猴票是中华人民共和国发行的第一张生肖特种邮票。